# Chiesa di San Jacopo (Minucciano)
La chiesa di San Jacopo è un edificio sacro che si trova in località Pugliano a Minucciano, in Toscana.
La connotazione esterna dell'edificio è ottocentesca; si veda al riguardo la bifora in facciata e la data 1829 che compare su una porta d'accesso laterale. In questa fase di lavori di trasformazione venne coinvolto anche l'interno; così agli altari laterali in stucco, a quello maggiore in marmo, alla raggiera con cherubini alle sue spalle, tutti della metà del Settecento, si associano il dipinto su tela inserito nella raggiera raffigurante la Madonna col Bambino e i Santi Giacomo e Anna eseguito dal pittore lucchese Antonio Barsotti nel 1886, e le statue in marmo di Santa Chiara e di San Francesco, ai lati dell'altare maggiore, parimenti dell'Ottocento.